# Эскадренные миноносцы-вертолётоносцы типа «Идзумо»

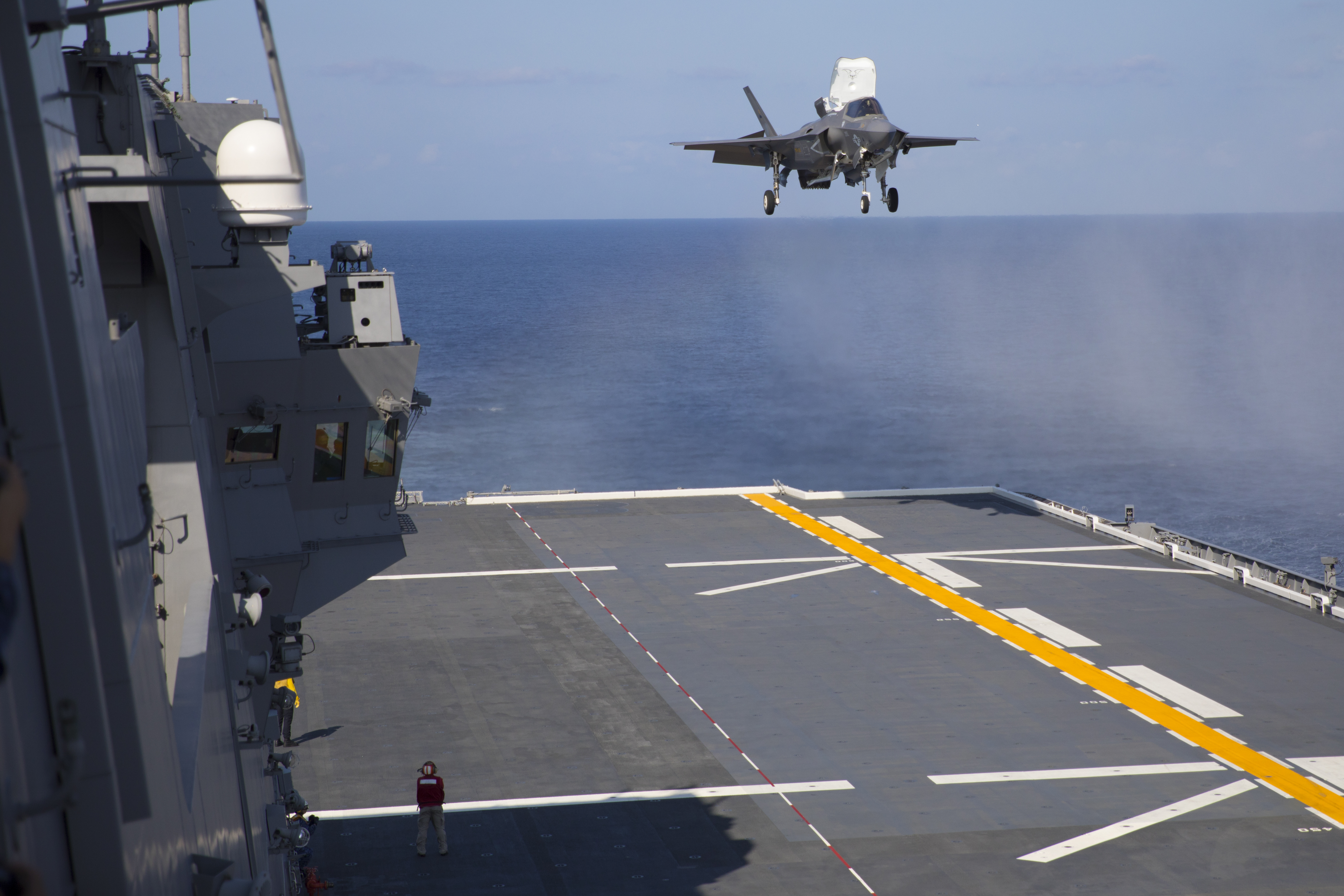
3 октября 2021 года 2 американских F-35 провели первый полёт, включающий взлёт и посадку с "Идзумо", это был первый взлёт самолёта с борта японского корабля с конца Второй мировой войны

Эскадренные миноносцы-вертолётоносцы типа «Идзумо» (яп. いずも型護衛艦 Идзумо-гата гоэйкан) — тип вертолётоносцев (формально классифицируются как эскортные корабли) Морских сил самообороны Японии. Первоначально был известен как «тип 22DDH» (заказ на строительство был выдан в 2010 году — двадцать втором году эпохи Хэйсей).

## Разработка проекта и строительство
Планы на строительство нового противолодочного вертолётоносца впервые были анонсированы японским министерством обороны 23 ноября 2009 года.
В 2011 контракт на строительство головного корабля стоимостью 113,9 млрд иен получила компания IHI Marine United. Церемония его закладки на стапеле верфи в Йокогаме состоялась 27 января 2012 года.
В октябре 2012 года IHI Marine United получила контракт и на строительство второго корпуса этого же типа, с планируемым вводом в строй в 2017 году. 
При длине 248 м и водоизмещении 27 тыс. т. корабли этого типа станут крупнейшими в составе японского флота со времен Второй мировой войны.
25 декабря 2017 г. правительство Японии заявило о намерении создать первый в Японии авианосец на базе самого крупного из имеющихся в распоряжении вертолетоносцев «Идзумо». В 2019 году японское Министерство обороны одобрило проект бюджета, включающий модернизацию кораблей для возможности нести F-35. 3 октября 2021 года 2 американских F-35 провели первый полёт, включающий взлёт и посадку с "Идзумо", это был первый взлёт самолёта с борта японского корабля с конца Второй мировой войны. 

## Представители серии
| Название            | Бортовой номер | Место постройки                   | Заложен             | Спущен на воду       | Вступил в строй    |
| ------------------- | -------------- | --------------------------------- | ------------------- | -------------------- | ------------------ |
| Идзумо (яп. いずも) | DDH183         | верфь IHI Marine United, Иокогама | 27 января 2012 года | 6 августа 2013 года  | 25 марта 2015 года |
| Кага (яп. かが)     | DDH184         | верфь IHI Marine United, Иокогама | 7 октября 2013 года | 27 августа 2015 года | 22 марта 2017 года |